# Richard Rayner
Richard Rayner (ur. 1955 w Bradford w Anglii), brytyjski pisarz, obecnie mieszkający w Los Angeles.

## Twórczość
Powieści:
- The Elephant (1991)
- Murder Book (1998)
- Dosięgnąć nieba (The Cloud Sketcher, 2000, ISBN 83-7311-939-6)
- Diabelski wiatr (The Devil's Wind, 2005)

Największy rozgłos przyniosła mu autobiograficzna powieść Los Angeles bez mapy (LA Without A Map), na podstawie której w 1998 roku powstał film pod tym samym tytułem w reżyserii Miki Kaurismäkiego.